# Цепная гомотопия
Цепна́я гомото́пия — вариация понятия «гомотопия» в алгебраической топологии и гомологической алгебре

## Определение
Пусть {\displaystyle C} — цепной комплекс модулей (то есть семейство модулей {\displaystyle C_{n}} и модульных гомоморфизмов {\displaystyle d_{n}\colon C_{n}\to C_{n-1}}), {\displaystyle f} и {\displaystyle g} — цепные отображения комплекса {\displaystyle C} в комплекс {\displaystyle C'} (то есть такие гомоморфизмы {\displaystyle f_{n}} что {\displaystyle d_{n}f_{n}=f_{n-1}d_{n}}).
Цепной гомотопией между отображениями {\displaystyle f} и {\displaystyle g} называется такое семейство гомоморфизмов {\displaystyle s_{n}\colon C_{n}\to C'_{n+1}}, что
{\displaystyle s_{n-1}d_{n}+d'_{n+1}s_{n}=f_{n}-g_{n}.}

## Свойства
- Если отображения {\displaystyle f} и {\displaystyle g} цепно гомотопны, то индуцированные отображения на гомологиях {\displaystyle H_{n}(C)\to H_{n}(C')} равны (где {\displaystyle H_{n}(C)=\mathrm {Ker} \,d_{n}/\mathrm {Im} \,d_{n+1}}). В самом деле, пусть {\displaystyle c\in C_{n}} — цикл, то есть элемент из {\displaystyle \mathrm {Ker} \,d_{n}}. Тогда {\displaystyle d_{n}(c)=0}. Так как {\displaystyle f} и {\displaystyle g} цепно гомотопны, то
{\displaystyle f_{n}(c)-g_{n}(c)=s_{n-1}d_{n}(c)+d'_{n+1}s_{n}(c)=d'_{n+1}s_{n}(c)},

то есть отличаются на границу (элемент {\displaystyle \mathrm {Im} \,d'_{n+1}}).
- Для большинства теорий гомологий доказывается, что гомотопные непрерывные отображения топологических пространств {\displaystyle f,g\colon X\to Y} индуцируют цепно гомотопные отображения комплексов {\displaystyle C(X)\to C(Y)} и, по доказанному, одинаковые отображения групп гомологий {\displaystyle H(X)\to H(Y)} (выполняется аксиома гомотопической инвариантности).